# Монту-Беккарія
Монту-Беккарія (італ. Montù Beccaria) — муніципалітет в Італії, у регіоні Ломбардія, провінція Павія.
Монту-Беккарія розташоване на відстані близько 440 км на північний захід від Рима, 50 км на південь від Мілана, 22 км на південний схід від Павії.
Населення — 1715 осіб (2014).

## Демографія
Населення за роками:

Станом на 1 січня 2023 року в муніципалітеті офіційно проживало 229 іноземців з 23 країн, серед них 75 громадян країн Євросоюзу та 9 громадян України.

## Сусідні муніципалітети
- Бознаско
- Каннето-Павезе
- Кастана
- Монтескано
- Ровескала
- Сан-Дам'яно-аль-Колле
- Санта-Марія-делла-Верса
- Страделла
- Ценевредо